# روميو فرانز
روميو فرانز هو عازف جاز وعازف بيانو وسياسي ألماني، ولد في 28 أكتوبر 1966 في كايسرسلاوترن في ألمانيا. نشط حزبياً في تحالف 90/الخضر. في انتخابات البرلمان الأوروبي 2019، انتخب عضو في البرلمان الأوروبي عن دائرة ألمانيا لترشحه ضمن قائمة تحالف 90/الخضر، وقد انضم خلال فترته النيابية (2 يوليو 2019 – ) للكتلة البرلمانية كتلة الخضر/التحالف الأوروبي الحر وانتخب عضو في البرلمان الأوروبي عن دائرة ألمانيا لترشحه ضمن قائمة تحالف 90/الخضر، وقد انضم خلال فترته النيابية (3 يوليو 2018 – ) للكتلة البرلمانية كتلة الخضر/التحالف الأوروبي الحر.

## وصلات خارجية
- روميو فرانز على موقع ميوزك برينز (الإنجليزية)
- روميو فرانز على موقع أول ميوزيك (الإنجليزية)
- روميو فرانز على موقع ديسكوغز (الإنجليزية)